# Etiopski Židovi
Etiopski Židovi ili Beta Izrael (otprilike kuća  Izraelova) su Židovi etiopskog podrijetla koje ostali Židovi često nazivaju falasha (doseljenici). Dugo vremena ostale židovske skupine ih nisu smatrali Židovima. Kada ih je država Izrael zakonski priznala kao takve 1950. preko 90 000 (oko 85%) njih je emigriralo u Izrael. Falasha Mura je srodna skupina koje je bila prisiljena prijeći na kršćanstvo ali koja se kasnije vratila judaizmu.